# Storie da ridere
Storie da ridere è una collana di libri per ragazzi incentrata sul personaggio di Geronimo Stilton e edita in Italia da Edizioni Piemme sotto il marchio Il battello a vapore. È stata la prima collana di libri dedicata al personaggio e, dal 2000 al 2010, ha venduto circa 10 000 000 di copie in Italia.

## Elenco
| nº  | Titolo                                             | Anno | Pagine | ISBN                   | Trama |
| --- | -------------------------------------------------- | ---- | ------ | ---------------------- | --- |
| 1   | Il misterioso manoscritto di Nostratopus           | 2000 | 116    | ISBN 8838455139        | A Geronimo, alla fiera del libro di Topoforte, viene proposto un misterioso manoscritto del mago Nostratopus in cui è riportata la data della fine del mondo. Per impedire a Sally Rasmaussen di pubblicare la notizia dovrà decifrare una delle profezie. |
| 2   | Un camper color formaggio                          | 2000 | 117    | ISBN 8838455147        | Io odio viaggiare. Allora che cosa ci faccio qui in Topikistan, a quaranta gradi sotto zero, su un camper color formaggio? Chiedetelo a mio nonno, Torquato Travolgiratti, detto Panzer… |
| 3   | Giù le zampe, faccia di fontina!                   | 2000 | 117    | ISBN 8838455155        | Su ordine di Sally Rasmaussen, un misterioso attore, Tortelius Strudel, grazie alla chirurgia plastica, diviene identico a Geronimo in tutto e per tutto e s'impossessa della sua casa, dei suoi amici e del suo giornale, che vende per una cifra bassissima alla Gazzetta del Ratto. Il vero Geronimo così si trova senza lavoro, senza amici e senza casa, ma assieme a Tea e Trappola riesce a mettere in atto un piano per incastrare l'impostore e riprendersi ciò che è suo usando la stessa tecnica che la rivale ha usato contro di lui, infatti traveste Trappola come Sally Rasmaussen e gli fa firmare una pratica in cui dichiara di restituire l'Eco del Roditore a Geronimo. |
| 4   | Il mistero del tesoro scomparso                    | 2000 | 116    | ISBN 8838455163        | Dopo aver ricevuto una lettera dalla zia Lippa, Geronimo si trova coinvolto in un'avventura nei mari tropicali alla ricerca di un galeone, del suo tesoro scomparso e del marito di zia Lippa, Spelliccio. |
| 5   | Il Fantasma del Metro                              | 2000 | 117    | ISBN 8838455171        | Tea, Trappola e Pinky convincono Geronimo a fare uno scoop su un'isola che si diceva che fosse stata pietrificata in tempi remoti da una strega. |
| 6   | Quattro topi nella Giungla Nera                    | 2000 | 117    | ISBN 88-384-5518-X     | Geronimo ha paura proprio di tutto! Soffre di vertigini, ha paura del buio, dei ragni, dei gatti… I suoi parenti lo iscrivono a un bizzarro, incredibile corso di sopravvivenza nella Giungla Nera… |
| 7   | Il mistero dell'occhio di smeraldo                 | 1997 | 119    | ISBN 8838455228        | Trappola trova una mappa del tesoro che parla di un'isola lontana e di un tesoro segreto. La famiglia Stilton parte quindi a bordo di un brigantino. Alla fine scopre che nel posto dove sulla mappa è presente la X c'è solo un lago che visto dall'alto, insieme all'isola, forma un occhio color smeraldo. |
| 8   | Il galeone dei Gatti Pirati                        | 1997 | 119    | ISBN 9788838455254     | Geronimo pubblica una guida telefonica in cui tutti i numeri e gli indirizzi sono sbagliati e, per rifugiarsi da chi vorrebbe linciarlo, parte insieme a Trappola, Tea e Benjamin su una mongolfiera, diretto alla ricerca di un'isola recentemente scoperta che sembra essere fatta d'argento e pare muoversi. All'improvviso la mongolfiera viene distrutta da palle di cannone lanciate da quella che sembrava l'isola, che in realtà è una nave d'argento piena di gatti pirati guidati dal temerario e terribile Pirata Nero Tagliola III, principe di Maresottile, Granduca di Salsedine, Visconte di Vongoladoro, Marchese di Tribordo e Barone di Ondaruggente. I gatti decidono di imprigionarli in una torre e di metterli all'ingrasso per mangiarseli. Passa un giorno e a Benjamin viene un'idea: calarsi dalla finestra della cella dopo aver segato le sbarre con il coltellino di Benjamin (coprendo il rumore cantando), poi, non appena il gatto carceriere avrebbe trovato la cella vuota e dato l'allarme lasciando la porta aperta, risalire dalla finestra e riuscire ad evadere. Il piano viene messo in atto il giorno che avrebbero dovuto finire mangiati dai gatti. L'idea di Benjamin funziona e, quando arrivano sul ponte, Geronimo si ricorda che la nave è tutta d'argento e decide di appiccare il fuoco in una stanza. Il fumo invade tutta la nave, che diventa incandescente, e i gatti l'abbandonano tuffandosi e rimanendo su un'isola deserta. Geronimo, dopo aver spento le fiamme, scopre, nella stanza di Tagliola, un passaggio segreto che porta ad un grande tesoro. I protagonisti si impossessano quindi della nave ed al timone si mette Geronimo, che conduce la nave fino al porto di Topazia dove i tre si dividono il tesoro e diventano famosissimi, al punto che il grosso errore delle guide telefoniche di Geronimo viene perdonato (anche se alcune copie continuano a circolare). |
| 9   | Una granita di mosche per il Conte                 | 1997 | 117    | ISBN 88-384-5527-9     | Geronimo riceve una telefonata misteriosa da parte di Trappola che dice di essere in Transtopacchia. Parte con Tea e Benjamin e qui viene a conoscenza che i paesani consumano continuamente aglio. Cercando di chiedere indicazioni per il Castello Von Topesch, Geronimo e gli altri si ritrovano poi in un'avventura paurosa e misteriosa, poiché scoprirà che i cittadini sono terrorizzati da una figura che pare essere un vampiro. |
| 10  | Il sorriso di Monna Topisa                         | 1997 | 119    | ISBN 9788838455247     | Monna Topisa nasconde un segreto, siccome Topardo da Sguinci ha nascosto nel quadro degli indizi misteriosi. Secondo Geronimo c'è sotto una caccia al tesoro. |
| 11  | Tutta colpa di un caffè con panna                  | 1999 | 117    | ISBN 9788838455261     | Geronimo si innamora perdutamente di una topina, la bella Provolinda. Per far colpo su di lei cerca di scoprire l'ottava meraviglia del mondo insieme a Tea, Trappola e Benjamin, la valle delle formaggine. |
| 12  | Il mio nome è Stilton, Geronimo Stilton            | 1999 | 111    | ISBN 88-384-5527-9     | Geronimo Stilton assume all'Eco del Roditore una nuova assistente, la giovanissima Pinky Pick. Pinky metterà a soqquadro la vita di Geronimo, costringendolo addirittura a passare il capodanno al Polo Nord e facendogli radicalmente cambiare i suoi gusti. |
| 13  | Un assurdo weekend per Geronimo                    | 1999 | 117    | ISBN 9788838455285     | Pinky iscrive Geronimo alla Gara Più Pazza del Mondo su pattini a rotelle a razzo senza chiedere il suo consenso. |
| 14  | Benvenuti a Rocca Taccagna                         | 1999 | 117    | ISBN 8838455295        | Geronimo riceve una lettera molto strana: al posto della ceralacca c'è una gomma da masticare, la lettera è una carta da salumiere ed è stata scritta con un pezzo di carboncino. Questo è un invito al matrimonio di Virgulto Zanzibar figlio di zio Smilordo, il topo più taccagno di tutta l'Isola dei Topi che vive fuori città. Al matrimonio c'è gran parte della famiglia tra cui Trappola, Benjamin e Tea. La permanenza a Rocca Taccagna sarà più strana di quanto Geronimo creda. |
| 15  | L'amore è come il formaggio…                       | 2000 | 117    | ISBN 8838455333        | Dopo non aver potuto mangiare alcuni dei dolci più prelibati esistenti sulla nave da crociera, essendo nella "Lista Salute a tutti i costi", composta da un menu disgustoso, Geronimo Stilton si ritrova a Sud dell'Isola dei Topi con una topina che cerca in tutti i modi di sposarlo; sarà difficile, perché Geronimo cade in mare e si ritrova su un'isola deserta. |
| 16  | Il castello di Zampaciccia Zanzamiao               | 2000 | 117    | ISBN 8838455341        | Geronimo Stilton andando a trovare sua zia Lippa si perde lungo il cammino in prossimità del castello di Zanzamiao dove trova rifugio per la notte. Nel castello accadono fatti inquietanti e Geronimo, spaventatissimo, chiama Tea, che lo raggiunge con Trappola e Benjamin, incuriosita dalla presunta presenza di un fantasma del castello. È la notte di Halloween, lunga e spaventosa, presenze inquietanti si aggirano al castello, tra le quali lo spirito del marchese alchimista Zampamozza Zanzamiao. |
| 17  | L'hai voluta la vacanza, Stilton?                  | 2000 | 117    | ISBN 883845535X        | Geronimo vuole andare in vacanza e vorrebbe affidarsi all'agenzia di viaggi più rinomata di Topazia, ma il cugino Trappola lo obbliga ad andare un'agenzia poco affidabile, gestita da un suo amico. Geronimo viene quindi mandato in un posto assurdo dove qualsiasi oggetto costa tantissimo, l'albergo è una puzzolente topaia con il bagno pieno di scarafaggi e l'animatore è un topo dispettoso che lo fa partecipare a molti sport estremi. Oltretutto, nonostante Geronimo volesse andare via per una settimana, gli è stata fatta una prenotazione solo per due notti. Tornato a casa, ripensa alla sua avventura e scopre che gli sembra molto divertente. |
| 18  | Ci tengo alla pelliccia, io!                       | 2000 | 117    | ISBN 88-384-5536-8     | Geronimo riceve una telefonata dal professor Volt, che lo convince ad arrivare da lui e aiutarlo a creare con il diario segreto una medicina potente che guarisca il cucciolo di yeti. |
| 19  | Attenti ai baffi… arriva Topigoni!                 | 2001 | 117    | ISBN 9788838455421     | Geronimo Stilton ha problemi con il giornale: un tizio con un occhio solo paga le edicole e le librerie di Topazia perché non pubblichino più i libri delle edizioni Stilton. Geronimo allora assume Topigoni, un esperto finanziario, per riportare l'Eco del Roditore in auge. |
| 20  | Il mistero della piramide di formaggio             | 2000 | 117    | ISBN 8838455430        | - |
| 21  | È Natale, Stilton!                                 | 2000 | 117    | ISBN 8838472564        | È la vigilia di Natale, ma a Geronimo ne capitano di tutti i colori anche qui. |
| 22  | Per mille mozzarelle… ho vinto al Tototopo!        | 2002 | 117    | ISBN 88-384-5547-3     | Trappola vince mille milioni al Tototopo, una popolare lotteria dell'Isola dei Topi, e decide di spendere i soldi in beni di lusso e investimenti azzardati. Alla fine perde tutti i suoi soldi, si pente e decide di ritornare dalla sua famiglia. |
| 23  | Il segreto della Famiglia Tenebrax                 | 2002 | 117    | ISBN 8838455465        | Geronimo riceve una telefonata da Tenebrosa, la sua spasimante, la quale gli dice che fra poco lo verrà a prendere per fargli una sorpresa. Geronimo si traveste con degli occhiali grossi, un cappello e un impermeabile lungo ed esce dal retro per evitare l'incontro con Tenebrosa, ma lei intuisce le sue intenzioni, lo attende all'uscita e con uno sgambetto, lo fa cadere direttamente nel carro funebre con il quale era arrivata. Durante il viaggio, Tenebrosa rivela a Geronimo che lo sta portando a Castelteschio per fargli conoscere la sua famiglia. Arrivati al castello, Geronimo nota subito qualcosa di strano che lo fa rabbrividire: il campanello suona un miagolio, e all'ingresso c'è un'enorme pianta carnivora che gli mangia il telefonino. Il maggiordomo fa accomodare Geronimo nella stanza degli ospiti, al cui interno c'è un tappeto burlone che fa sgambetti, uno specchio che non riflette e un camino che si accende da solo. Geronimo ha fame, sente un odore di stufato, lo segue e uno strano cuoco glielo fa assaggiare. Lui chiede con che cosa fosse preparato, ed egli risponde che è fatto con diversi ingredienti schifosi. Durante il pranzo Geronimo tenta di fuggire sotto il tavolo, ma a guardia c'è Kakfa, uno scarafaggio pronto a pizzicare. Allora chiede a Sgnic e Sgnac, due gemelli birbantelli, dove si trova il bagno. Questi gli indicano una stanza che in realtà è piena di fragole carnivore. Geronimo scappa e, cercando rifugio, si trova in un'altra stanza buia, la stanza delle mummie. Spaventato, esce dalla stanza e sul pavimento trova una mappa del tesoro. Segue le indicazioni e giunto a destinazione cade in una buca, che lo porta in una stanza dove si legge un cartello che dà il benvenuto nella Stanza degli Scherzi di Sgnic e Sgnac. A questo punto, capito chi sono gli artefici delle sue disavventure, Geronimo torna nel salone, dove intanto sono riuniti tutti i parenti ad ascoltare un notaio che legge il testamento lasciato da nonno Frankenstàin, bisnonno di Tenebrosa. D'un tratto, appare il nonno che rivela di non essere morto, ma di essersi addormentato ai piedi di un albero. Ferma la lettura del testamento ed afferma che, nonostante siano una famiglia bizzarra, la forza che li tiene uniti è il fatto che si vogliono tutti bene e che possono contare l'uno sull'altro. |
| 24  | Quella stratopica vacanza alla pensione Mirasorci… | 2002 | 117    | ISBN 8838455449        | È estate e Geronimo deve partire per le vacanze l'11 agosto, ma per una serie di imprevisti la partenza viene rimandata al giorno di Ferragosto. Quel giorno parte per le vacanze anche Pinky Pick, la sua collaboratrice editoriale, e il caso vuole che i due vadano nello stesso posto e si trovino nella stessa stanza dello stesso albergo, che però è una puzzolente topaia (in quanto si è trattato di una prenotazione fatta all'ultimo momento) il cui proprietario cucina solo specialità locali a base di pulci e pidocchi. Alla fine Geronimo si divertirà moltissimo, affermerà di aver passato la più bella vacanza della sua vita e scoprirà anche che il proprietario della pensione è un ottimo cuoco, in quanto, dopo aver capito che Geronimo e Pinky non apprezzano le specialità locali, propone loro un delizioso menu rustico. |
| 25  | La più grande gara di barzellette del mondo        | 2001 | 118    | ISBN 9788838472510     | Geronimo Stilton racconta delle barzellette a uno show. |
| 26  | Halloween… che fifa felina!                        | 2001 | 117    | ISBN 9788838455483     | Un'avventura da brivido per Geronimo Stilton, alle prese con frullati di sanguisughe, polpette di rospo e uno stratopico party in maschera. |
| 27  | Un vero gentiltopo non fa… spuzzette!              | 2002 | 117    | ISBN 9788838472732     | Trappola, il cugino di Geronimo, ha salvato il quadro di Monna Topisa dalle fiamme e la contessa Snobbacchiottis lo invita al castello per premiarlo. Ma lui è un topo maleducato e la contessa è una persona snob. Geronimo deve insegnare a far fare bella figura a Trappola. |
| 28  | Il libro-valigetta giochi da viaggio               | 2001 | 117    | ISBN 883846040X        | - |
| 29  | L'isola del tesoro fantasma                        | 2003 | 117    | ISBN 9788838455582     | - |
| 30  | Il Tempio del Rubino di Fuoco                      | 2003 | 117    | ISBN 9788838455599     | - |
| 31  | La maratona più pazza del mondo!                   | 2004 | 104    | ISBN 9788838455612     | Topaldo Rock, uno degli atleti più famosi di Topazia, sottopone a Geronimo un allenamento ultrafaticoso. Poi insieme partecipano a una corsa stratopica, dove a Geronimo succede di tutto. |
| 32  | Lo strano caso degli Stratopici Dieci              | 2004 | 115    | ISBN 8838454353        | Come al solito Ficcanaso Squitt coinvolge Genonimo Stilton in un bizzarro caso. Una mattina gli abitanti di Topazia si sono svegliati con brufoli blu e verruche verdi sul muso. Per risolvere il mistero Geronimo Stilton e Ficcanaso Squitt andranno nella puzzolente Valle Panteganosa. |
| 33  | Il misterioso ladro di formaggi                    | 2005 | 117    | ISBN 8838454361        | Geronimo deve partire per la Gran Bretagna dove si produce il famoso formaggio stilton. |
| 34  | Uno stratopico giorno… da campione!                | 2005 | 93     | ISBN 9788838455636     | La finale di calcio di coppa dei campioni tra Rattonia Football Club e Roditorix Football Club si sta avvicinando ma Crossone Cross, il capitano del Rattonia, la squadra a cui Geronimo Stilton tifa, viene rapito e toccherà a Geronimo giocare anche se senza gli occhiali non ci vede. |
| 35  | Quattro topi nel Far West!                         | 2005 | 128    | ISBN 9788856653038     | - |
| 36  | In campeggio alle Cascate del Niagara              | 2005 | -      | ISBN 9788856643756     | - |
| 37  | Ahi ahi ahi, sono nei guai!                        | 2005 | 128    | ISBN 88-384-5567-8     | - |
| 38  | La vita è un rodeo!                                | 2006 | -      | ISBN 9788856644173     | - |
| 39  | La Valle degli Scheletri Giganti                   | 2006 | 128    | ISBN 9788838455704     | - |
| 40  | È arrivata Patty Spring!                           | 2006 | 111    | ISBN 9788838455698     | Patty Spring e Dakota invitano Geronimo Stilton in Australia per aiutarli a salvare la natura. |
| 41  | Salviamo la balena bianca!                         | 2007 | 128    | ISBN 9788856645613     | - |
| 42  | Lo strano caso della Pantegana Puzzona             | 2003 | 117    | ISBN 9788856644104     | - |
| 43  | Lo strano caso dei Giochi olimpici                 | 2004 | 94     | ISBN 9788838454370     | Geronimo viene inviato da Tea e dal nonno Torquato ad assistere alle Olimpiadi a Topoforte. Durante il volo, Geronimo incontra Ficcanaso Squitt. Arrivati a destinazione, Ficcanaso si accorge di alcuni strani particolari: un Paese che non esiste, la Toporattovia, non partecipa ai giochi di squadra e partecipa solo a quelli individuali; inoltre gli atleti di questo misterioso Paese tra di loro si assomigliano. Ficcanaso e Geronimo decidono di indagare e scoprono che gareggia un solo atleta, che, grazie a un'invenzione del Professor Volt, può, per esempio, essere molto forte per la gara di sollevamento pesi o molto veloce per la corsa: Geronimo, Ficcanaso e Volt devono fermarlo. |
| 44  | Ritorno a Rocca Taccagna                           | 2007 | -      | ISBN 9788856645668     | Geronimo viene invitato da suo zio Smilordo Zanzibar per partecipare ad una cerimonia, il funerale di zio Zazzero. |
| 45  | La Mummia senza nome                               | 2005 | 106    | ISBN 8838455686        | Per le stanze del "Museo Egizio di Topazia" si aggira una misteriosa mummia "Senza Nome" spaventandone i visitatori. Il mistero verrà risolto da Geronimo Stilton insieme al professor Ger O'Glyph, Benjamin e Pandora. |
| 46  | Lo strano caso del vulcano Puzzifero               | 2003 | 130    | ISBN 9788856644159     | - |
| 47  | Agente Segreto Zero Zero Kappa                     | 2007 | -      | ISBN 9788856645750     | - |
| 48  | Lo strano caso del tiramisù                        | 2008 | -      | ISBN 9788856644111     | - |
| 49  | Il mistero degli Elfi                              | 2006 | -      | ISBN 9788856645798     | Alla fine di una lunga giornata di lavoro Geronimo si addormentata sulla sua scrivania e si ritrova improvvisamente in una fabbrica di giocattoli al Polo Nord. |
| 50  | Il segreto del lago scomparso                      | 2008 | 112    | ISBN 9788838474118     | - |
| 51  | Te lo do io il karate!                             | 2005 | 128    | ISBN 9788856643770     | Una mattina Iena si presenta a casa di Geronimo e lo trascina a Portosorcio, dove Geronimo è costretto a partecipare al Campionato Mondiale di Karate e ha solo una settimana per imparare tutti i segreti di una vera cintura nera. |
| 52  | Non sono un supertopo!                             | 2008 | 128    | ISBN 9788856650747     | - |
| 53  | Il furto del diamante gigante                      | 2008 | 117    | ISBN 9788838498893     | Geronimo sta guardando la finalissima di calcio, quando nonno Torquato fa irruzione in casa e lo coinvolge in un Torneo di golf a coppie. In palio c'è la preziosissima Super Topocoppa, ma qualcuno vuole rubarla e Zero Zero Kappa è sulle tracce del misterioso ladro. |
| 54  | Ore 8: a scuola di formaggio!                      | 2008 | 128    | ISBN 9788856653021     | Geronimo va a scuola del nipotino Benjamin per far conoscere a tutti il suo mestiere. Per Geronimo tornare a scuola dopo tanto tempo è una bellissima esperienza. |
| 55  | Chi ha rapito Languorina?                          | 2004 | -      | ISBN 9788856652772     | - |
| 56  | Non mi lasciare Tenebrosa!                         | 2009 | 128    | ISBN 9788856659160     | - |
| 57  | La corsa più pazza d'America!                      | 2006 | -      | ISBN 9788856645811     | Iena si iscrive alla Race Across America, una gara ciclistica lunga quasi 5000 chilometri che attraversa gli Stati Uniti d'America: è una delle imprese sportive più estreme al mondo. Il problema è che Iena ha iscritto anche Geronimo. |
| 58  | Attacco alla statua d'oro!                         | 2009 | -      | ISBN 9788856645699     | - |
| 59  | Lo strano caso del sorcio stonato                  | 2004 | -      | ISBN 9788856645828     | - |
| 60  | Il tesoro delle colline nere                       | 2009 | 128    | ISBN 9788856652864     | Geronimo organizza una vacanza molto rilassante in solitudine a contatto con la natura. Invece si trova coinvolto in un'avventurosa caccia al tesoro sulle Colline Nere, in compagnia di tutti gli Stilton. |
| 61  | Il mistero della perla gigante                     | 2009 | 128    | ISBN 9788856645842     | - |
| 62  | Sei ciccia per gatti, Geronimo Stilton!            | 2007 | -      | ISBN 9788856645651     | Gattardone de Gattardinis II invia una falsa richiesta d'aiuto a Geronimo che parla che un topo è prigioniero nell'Isola dei Gatti e deve liberarlo. Geronimo non si fa ingannare: suo cugina Trappola capisce che è un tranello. Intanto nell'Isola dei Gatti si fa una gara per decidere chi mangia Geronimo, che viene vinta da Gattardone. Aprono il baule che dovrebbe contenere Geronimo e al suo posto esce una lettera che racconta l'accaduto e delle pulci: Trappola aveva supplicato Geronimo di mandare ai gatti le pulci. |
| 63  | Che fifa sul kilimangiaro!                         | 2004 | 128    | ISBN 9788856653762     | - |
| 64  | Lo strano caso del fantasma al Grand hotel         | 2005 | 117    | ISBN 9788856605662     | - |
| 65  | Il mistero della gondola di cristallo              | 2009 | 128    | ISBN 9788856652970     | - |
| 66  | Brodo di topo… e ghigni felini                     | 2010 | -      | ISBN 9788856644142     | - |
| 67  | Lo strano caso del calamarone gigante              | 2003 | 128    | ISBN 9788856644234     | - |
| 68  | Il segreto dei tre samurai                         | 2010 | 128    | ISBN 9788856650754     | - |
| 69  | Datti una mossa, scamorzolo!                       | 2008 | 128    | ISBN 9788856658972     | - |
| 70  | Da scamorza a vero topo… in 4 giorni e mezzo!      | 2004 | -      | ISBN 9788856644227     | - |
| 71  | Lo strano caso della torre pagliaccia              | 2003 | -      | ISBN 9788856645682     | - |
| 72  | Lo strano caso del ladro di notizie                | 2010 | 128    | ISBN 9788856604320     | - |
| 73  | Sei in trappola Geronimo Stilton                   | 2007 | 128    | ISBN 88-384-8794-4     | L'imperatore dei Gatti, Gattardone III, ha bisogno di soldi. Per questo motivo, quando Oscar Tortuga trova la mappa di un misterioso tesoro, l'imperatore organizza una spedizione per recuperarlo. Ad ostacolare i suoi piani ci pensa però sua figlia Tersilla, desiderosa dei soldi per costruire un motoscafo in grado di partecipare alle gare ad alta velocità che si svolgono sull'Isola dei Gatti. |
| 74  | Il mostro di Lago Lago                             | 2007 | -      | ISBN 978-8838474613    | Geronimo visita Lago Lago, dove trova alcune tracce di un mostro lacustre. |
| 75  | C'è poco da ridere, Stilton!                       | 2008 | -      | ISBN 978-8856645644    | - |
| 76  | S.O.S. c'è un topo nello spazio!                   | 2011 | 128    | ISBN 9788856645606     | - |
| 77  | La banda del Gatto!                                | 2008 | -      | ISBN 978-8856644128    | - |
| 78  | Grosso guaio in Mato Grosso                        | 2011 | -      | ISBN 978-8856644074    | - |
| 79  | Giù le zampe dal mio oro!                          | 2007 | -      | ISBN 9788856644098     | - |
| 80  | Viaggiare… che passione!                           | 2007 | 115    | ISBN 9788856619867     | - |
| 81  | Ingrana la marcia, Stilton!                        | 2011 | 116    | ISBN 9788856653786     | - |
| 82  | Inseguimento a New York                            | 2008 | 128    | ISBN 9788856650761     | - |
| 83  | Ci mangeremo… Geronimo Stilton                     | 2006 | 128    | ISBN 978-8856623352    | - |
| 84  | Ma che vacanza… a Rocca Taccagna!                  | 2012 | -      | ISBN 9788856652819     | - |
| 85  | Lo strano caso del ladro di croste                 | 2008 | 116    | ISBN 9788856623369     | - |
| 86  | Dov'è sparito il Falco Rosso?                      | 2012 | 128    | ISBN 9788856652925     | - |
| 87  | Geronimo cerca casa                                | 2012 | 128    | ISBN 9788856653670     | - |
| 88  | Il tesoro di Valle Valgatta                        | 2008 | -      | ISBN 9788856650716     | - |
| 89  | La gara dei supercuochi                            | 2012 | 128    | ISBN 9788856650693     | - |
| 90  | Lo strano caso dei brufoli blu                     | 2013 | -      | ISBN 9788856653687     | - |
| 91  | Il mistero delle Sette Matrioske                   | 2013 | -      | ISBN 9788856650730     | - |
| 92  | Caccia al Libro d'Oro                              | 2010 | -      | ISBN 9788856653694     | - |
| 93  | Il tesoro di Rapa Nui                              | 2013 | 128    | ISBN 9788856650723     | - |
| 94  | C'è un pirata in Internet                          | 2010 | 128    | ISBN 978-88-566-1503-6 | - |
| 95  | Una tremenda vacanza a Villa Pitocca!              | 2013 | -      | ISBN 9788856658989     | - |
| 96  | Lo strano caso dei formaggi strapuzzoni            | 2014 | 115    | ISBN 9788856634631     | - |
| 97  | Il mistero del papiro nero                         | 2014 | 128    | ISBN 978-88-566-3464-8 | - |
| 98  | Allarme… topo in mare!                             | 2014 | 128    | ISBN 9788856658958     | - |
| 99  | Appuntamento… col mistero!                         | 2011 | 128    | ISBN 9788856650679     | - |
| 100 | Il Castello delle 100 Storie                       | 2014 | 120    | ISBN 9788856663020     | - |
| 101 | Il mistero del rubino d'Oriente                    | 2015 | 128    | ISBN 978-88-566-4157-8 | - |
| 102 | Operazione panettone                               | 2015 | 115    | ISBN 9788856641585     | - |
| 103 | Un topo in Africa                                  | 2015 | 117    | ISBN 978-8856641592    | - |
| 104 | La magica notte degli elfi                         | 2012 | 128    | ISBN 9788856643039     | - |
| 105 | Il mistero del violino scomparso                   | 2015 | 115    | ISBN 9788856649291     | - |
| 106 | Lo strano caso del ladro di cioccolato             | 2016 | 109    | ISBN 9788856641608     | - |
| 107 | Finale di supercoppa… a Topazia!                   | 2016 | 109    | ISBN 9788856649307     | - |
| 108 | Il fantasma del Colosseo                           | 2016 | 116    | ISBN 9788856649314     | - |
| 109 | La notte delle zucche mannare                      | 2016 | 112    | ISBN 9788856649321     | - |
| 110 | Il segreto dei pattini d'argento                   | 2016 | 116    | ISBN 9788856649338     | - |
| 111 | Ahi, ahi, ahi, che aventura alle Hawaii!           | 2017 | 116    | ISBN 9788856655827     | - |
| 112 | Compleanno… con mistero!                           | 2017 | 113    | ISBN 9788856605662     | - |
| 113 | Te lo do io il miele, Stilton!                     | 2017 | 128    | ISBN 9788856655841     | - |
| 114 | Caccia al ladro… a Madrid!                         | 2017 | 115    | ISBN 978-8856655858    | - |
| 115 | Mezzanotte da brivido a Castelteschio              | 2017 | 116    | ISBN 9788856655865     | - |
| 116 | Il misterioso occhio del drago                     | 2018 | 117    | ISBN 9788856661033     | - |
| 117 | Il mistero del film rubato                         | 2018 | 124    | ISBN 9788856661040     | - |
| 118 | I giganti delle Colline Cioccolato                 | 2018 | 128    | ISBN 978-8856661057    | - |
| 119 | Cena con mistero                                   | 2018 | 117    | ISBN 978-8856661064    | - |
| 120 | Vacanze da sogno all'Oasi Sputacchiosa             | 2018 | 120    | ISBN 9788856661088     | - |
| 121 | Un amore da Brivido                                | 2019 | 120    | ISBN 9788856667196     | - |
| 122 | Grande Mistero al Megastore                        | 2019 | 116    | ISBN 9788856667745     | - |
| 123 | Lo strano caso del ladro di spazzatura             | 2019 | 117    | ISBN 9788856667752     | - |
| 124 | Metti il turbo, Stilton!                           | 2019 | 128    | ISBN 9788856669145     | - |
| 125 | Il tesoro dei Maya                                 | 2019 | 128    | ISBN 9788856672190     | - |
| 126 | La giacca misteriosa                               | 2020 | 128    | ISBN 9788856672619     | - |
| 127 | Il segreto di Porto Tanfoso                        | 2020 | 128    | ISBN 9788856672787     | - |
| 128 | Brividi Felini Al Luna Park                        | 2020 | 128    | ISBN 9788856672855     | - |